# Jezioro Radeckie
Jezioro Radeckie – jezioro w woj. kujawsko-pomorskim, w powiecie żnińskim, w gminie Rogowo, leżące na terenie Pojezierza Gnieźnieńskiego. Wschodni brzeg jeziora stanowi granicę gminy Mieleszyn.
Od wschodu znajdują się obszary leśne, a od zachodu miejscowość Recz, od której pochodzi nazwa jeziora. Jezioro połączone jest z jeziorem Niedźwiady.

## Dane morfometryczne
Powierzchnia zwierciadła wody według różnych źródeł wynosi od 13,5 ha do 15,6 ha. 
Zwierciadło wody położone jest na wysokości 93,3 m n.p.m. lub 94,0 m n.p.m. Średnia głębokość jeziora wynosi 2,2 m, natomiast głębokość maksymalna 4,7 m.